# Żywkowo (Ermland-Mazurië)
Żywkowo (Duits: Schewecken) is een dorp in de Poolse woiwodschap Ermland-Mazurië. De plaats maakt deel uit van de gemeente Górowo Iławeckie en telt 45 inwoners.

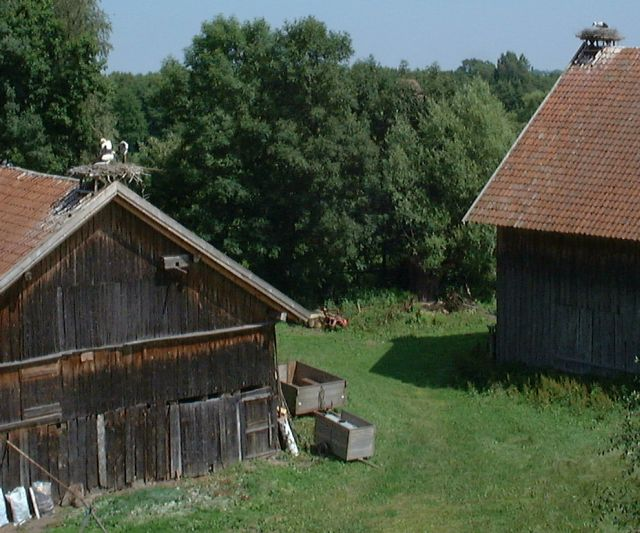
Żywkowo